# Boa Vista do Ramos
Boa Vista do Ramos este un oraș în unitatea federativă Amazonas (AM) din Brazilia.